# Marco Faustini
Marco Faustini (Venezia, 17 maggio 1606 – Venezia, 7 gennaio 1676) è stato un impresario teatrale italiano, fratello del librettista Giovanni Faustini.

## Biografia
Faustini iniziò la propria carriera d'impresario a partire dall'estate del 1651 presso il Teatro Sant'Apollinare di Venezia, palcoscenico appena istituito e diretto dal fratello più giovane Giovanni. Con la morte del fratello avvenuta il 19 dicembre 1651, acquisì la direzione del teatro. L'anno successivo subaffittò per due anni la sala, per poi tornarne alla guida, con non poche difficoltà, dal 1654 al 1657. 
Lo troviamo successivamente impresario in altri teatri: al Teatro San Cassiano, dal 1657 al 1660, e al Teatro Santi Giovanni e Paolo, dal 1660 al 1668 (probabilmente con interruzione dal 1663 al 1665). Marco Faustini, come suo fratello, collaborò con i maggiori compositori del suo tempo, Francesco Cavalli, Pietro Andrea Ziani e Antonio Cesti, e ingaggiò famosi cantanti, si ricordano in particolare Anna Renzi, Antonia Coresi e Vincenza Giulia Masotti. Durante la sua attività d'impresario allestì numerosi drammi dei più noti librettisti dell'epoca, Aurelio Aureli, Francesco Piccoli, Nicolò Minato, Nicolò Beregan, Pietro Angelo Zaguri e Cristoforo Ivanovich, nonché gli ultimi lavori di suo fratello rimasti incompiuti, che lui stesso provvedette nel terminare.
Tutti gli scritti di Faustini, lettere, contratti, etc. (tutti conservati presso la Scuola Grande di San Marco), rappresentano la maggior fonte d'informazioni sull'opera veneziana dell'epoca.